# Karl Wilhelm Ludwig Pappe

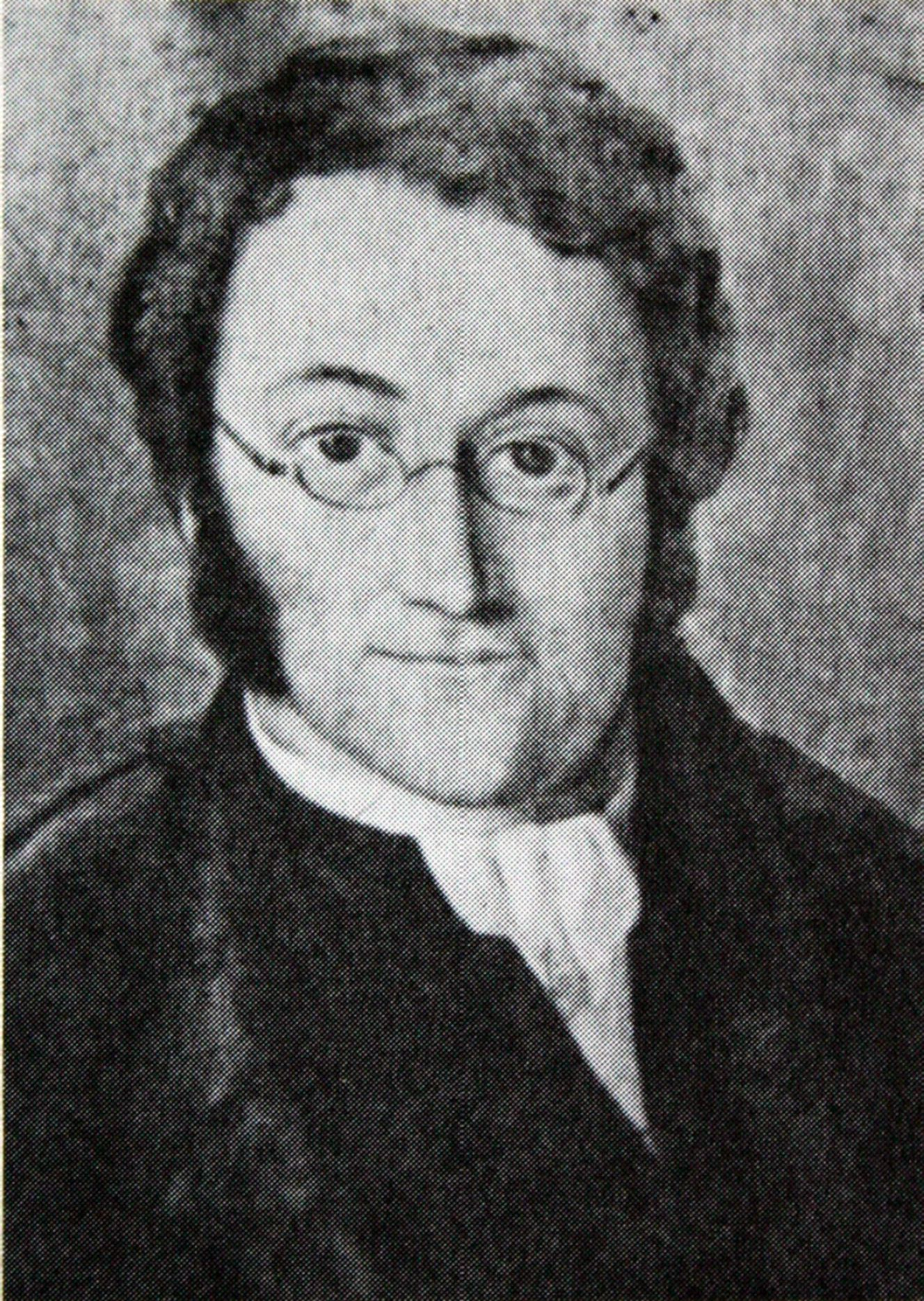
Karl Wilhelm Ludwig Pappe

Karl Wilhelm Ludwig Pappe, auch Carl, (* 21. März 1803 in Hamburg; † 14. Oktober 1862 in Kapstadt) war ein deutscher Botaniker. Sein offizielles botanisches Autorenkürzel lautet „Pappe“.

## Leben
Pappe war der Sohn des Schriftstellers Johann Joseph Christian Pappe (1768–1856). Seine Schulzeit verbrachte er auf dem Johanneum in Hamburg. Vermutlich besuchte er anschließend das Akademische Gymnasium. Pappe studierte Medizin und Botanik in Leipzig und zog 1830 als Arzt nach Kapstadt in die Kapkolonie, wo er 1831 eine Praxis eröffnete. Er befasste sich dort intensiv mit der Botanik Südafrikas, befreundete sich mit dem Leiter des Botanischen Gartens Baron von Ludwig und wurde 1858 Professor für Botanik am South African College und damit der erste Botanik-Professor in Südafrika. Er hatte auch als Erster ab 1858 den Titel Colonial Botanist in Südafrika. Er reiste viel in Südafrika, um ein Herbarium der Pflanzen des Landes aufzubauen. Teile seiner Sammlung schickte er zur Bestimmung an William Henry Harvey vom Trinity College in Dublin, der an einer Monographie über Pflanzen der Kapprovinz arbeitete (Flora Capensis). Sein Herbarium ist am South African Museum. Dort wurde die Sammlung allerdings vernachlässigt und gelangte 1856 ans Compton Herbarium in Kirstenbosch.
Als Botaniker stand er in Südafrika und darüber hinaus in hohem Ansehen, auch durch Arbeiten zu ökonomisch nutzbaren Pflanzen (wie Bäumen).
Er war auch in der Botanischen Kommission (des Botanischen Gartens) von Südafrika, trat aber zurück, als sein Freund Karl Ludwig Philipp Zeyher, der auf seinen Einfluss hin Aufseher im Botanischen Garten von Kapstadt geworden war, 1849 unter einem Vorwand entlassen wurde. Er übernahm das Herbarium von Zeyher, das über Pappe auch an das South African Museum gelangte.
1857 wurde er Mitglied der Leopoldina.

## Ehrungen
Die Baum-Gattung Pappea Eckl. & Zeyh. aus der Familie der Seifenbaumgewächse (Sapindaceae) wurde ihm zu Ehren benannt.

## Schriften
- Synopsis plantarum phaenogamarum agro Lipsiensi indigenarum. Leopoldi Vossiii, Lipsiae 1828, Digitalisat
- Florae Capensis medicae prodromus; or, an enumeration of South African plants used as rededies by the colonists of the Cape of Good Hope. Cape Town 1857, Digitalisat
- Silva Capensis: or a description of South African forest trees and arborescent shrubs used for technical and economical purposes. London 1862
- mit Rawson William Rawson: Synopsis filicum Africae Australis, or, An enumeration of the South African ferns hitherto known. 1858